# Des souris et des hommes
Of Mice and Men
Pour les articles homonymes, voir Des souris et des hommes (homonymie).
Des souris et des hommes (titre original : Of Mice and Men) est un roman court de l'écrivain américain John Steinbeck publié en 1937. Avec Les Raisins de la colère (1939), il s'agit de l'une de ses œuvres les plus connues. Ces deux romans font partie, avec En un combat douteux (1936), de ce que les critiques appellent parfois la « trilogie du travail » (labor trilogy) ou la « trilogie du Dust Bowl » (Dust Bowl trilogy) de l'écrivain américain.

## Résumé
L’histoire se déroule au début des années 1930 pendant la Grande Dépression. George Milton, un homme plutôt petit, et Lennie Small, un grand colosse présentant une déficience intellectuelle, sont deux amis d'enfance. Ils errent sur les routes de Californie en travaillant comme saisonniers dans des ranchs. George et Lennie partagent un rêve : posséder un jour une petite exploitation agricole, pour y vivre « comme des rentiers », y élever des lapins et être libres. Lennie nourrit une passion pour les choses douces, comme les petits animaux à fourrure (souris, lapins , chiots…), qu'il aime caresser.
Malgré l'intelligence et la débrouillardise de George, lui et Lennie se font souvent chasser de l'emploi qu'ils occupaient à cause de la naïveté de Lennie. Ne contrôlant ni sa force ni sa passion pour les choses douces, celui-ci fait régulièrement des « bêtises ». Il tue par accident les petits animaux qu'on lui confie, et, lorsqu'il panique, il lui arrive de blesser des gens sans le vouloir. George et Lennie ont notamment fui Weed après que Lennie a attrapé la jupe d'une jeune femme et n'a pas voulu la lâcher, ce qui a donné lieu à une accusation de viol.
Ils parviennent à un nouveau ranch où Curley, le fils du patron, semble décidé à causer des problèmes à Lennie à cause de son complexe de Napoléon — tout comme la femme de Curley, qui se plaît à aguicher l'ensemble des saisonniers. Toutefois, George et Lennie rencontrent également Candy, un vieux travailleur dont le chien va être abattu par un autre saisonnier, et Slim, un roulier dont la chienne vient de mettre bas. La situation semble alors s'arranger : non seulement Slim donne des chiots à Candy et à Lennie, mais le rêve de la petite exploitation semble se concrétiser lorsque Candy propose ses économies pour acheter une ferme à la fin du mois, pour peu que George et Lennie l'emmènent avec eux.
Cet espoir est cependant rapidement brisé. D'une part, lorsque Curley attaque Lennie, ce dernier se défend violemment et lui broie accidentellement la main. D'autre part, l'épouse de Curley continue de séduire les hommes de l'exploitation tout en les menaçant et les rabaissant. Lorsqu'elle jette son dévolu sur Lennie, ce qui pour elle n'était qu'un jeu innocent tourne au drame. Effrayé par les cris de protestation de la jeune fille lorsqu'il la décoiffe pour lui toucher les cheveux, Lennie la secoue et lui brise la nuque.
Obéissant aux instructions de George en cas de crise, Lennie se réfugie dans les fourrés et se cache. George le rejoint bientôt, armé du revolver qu'il a volé à un autre employé. De peur que Lennie ne soit lynché par Curley et ses hommes, ou pire encore, qu'il ne soit envoyé à l'asile, il raconte une dernière fois à Lennie le rêve du lopin de terre et des lapins, puis il l'abat, préférant le voir mourir le sourire aux lèvres plutôt que vivre dans la souffrance.

## Personnages
- George Milton : « petit et vif, brun de visage, avec des yeux inquiets et perçants, des traits marqués. Des mains petites et fortes, des bras minces, un nez fin et osseux[2] », son rêve est de posséder une petite ferme et de l'exploiter.
- Lennie Small : « doux colosse innocent aux mains dangereuses », « un homme gigantesque, à visage informe, avec de grands yeux pâles et de larges épaules tombantes »[2], légèrement attardé mentalement, avec un esprit d'enfant, doté d'une très grande force physique et adorant tout ce qui est doux (comme des souris mortes qu'il garde dans sa poche ou des lapins) ; son rêve est de s'occuper des lapins de la future ferme qu'il aura avec George…
- Curley : fils du patron, homme de petite taille. Ancien boxeur amateur, il aime se battre avec les plus grands. Il n'aime pas quand sa femme ne se trouve pas près de lui. Une rixe éclate à la suite de brimades régulières de la part de Curley envers Lennie et son retard mental. Ce dernier est obligé de riposter et lui broie la main. Curley lui en veut à mort par la suite. Curley maintient son autre main dans un gant enduit de vaseline pour « avoir la main douce lorsqu'il caresse sa femme », ce qui est objet de moquerie de la part des ouvriers.
- Slim : homme à la voix très grave, il est le roulier du ranch, sympathise avec George, allure du cow-boy parfait. C'est le seul qui puisse effrayer Curley, avec son père. Lorsque Curley demande à Slim où est passée sa femme, Slim lui dit qu'il n'a pas que ça à faire. Curley est effrayé et s'excuse, avant d'entrer dans la chambre où se trouve Lennie et les autres.
- Candy : c'est l'homme le plus âgé du ranch, il a perdu une main au travail et grâce aux indemnisations qu'il a en banque il veut acheter avec George un lopin de terre. Il possède un très vieux chien que Carlson a tué malgré le fait que Candy aimait beaucoup son chien, le coup de revolver lui a fait un choc.
- Carlson : homme de forte corpulence, il abat le chien de Candy parce qu'il trouve qu'il sent trop mauvais. Il possède un revolver que George volera pour tuer Lennie.
- La femme de Curley : belle, attirante, elle n'a pas épousé Curley par amour, mais par nécessité. Elle rêvait de devenir actrice.
- Crooks : le palefrenier noir ou aussi appelé « Le Nègre ». Il a le dos de travers, car il a reçu un coup de sabot de cheval. Il ne vit pas avec ses camarades du ranch, car il est noir et les autres l'accusent de sentir mauvais, il vit dans l'écurie et pense que ce sont les autres travailleurs qui sentent mauvais. Il rencontrera Lennie, attiré par la lumière de sa lampe, qui sera le premier à être gentil avec lui. Il est aussi très bon au jeu du fer à cheval et à la biscotte.
- Tante Clara : femme qui a élevé Lennie Small. Elle donnait auparavant des souris à Lennie avant qu'elle ne meure.
- Whit : un jeune ouvrier agricole. Il a les « épaules tombantes, il marche lourdement sur les talons ».
- Le Patron : c'est un petit homme trapu. Il porte un pantalon de coutil bleu, une chemise de flanelle, un gilet noir déboutonné, un veston noir et une ceinture dans laquelle il tient ses pouces. Il est coiffé d'un vieux feutre brun et porte des bottes à hauts talons avec des éperons.

## Analyse

### Le projet de George et Lennie
Le projet de George et Lennie est évoqué plusieurs fois dans le roman. Il semble assez ancien, car quand George le décrit pour la première fois au chapitre 1, il dit à Lennie qu'il peut le faire lui-même, puisqu'il le connaît par cœur. On peut comprendre pourquoi l'évocation de ce projet est chère aux deux amis, car elle constitue la promesse d'une vie bien meilleure que celle qu'ils mènent, une vie sédentaire, autonome et libre, alors qu'ils sont condamnés à l'errance ou à la dépendance dans leur vie réelle. Mais ce projet est-il pour eux un plan réaliste ou au contraire une simple consolation, un rêve chimérique ? 
À plusieurs égards, l’évocation de la ferme rêvée peut sembler irréaliste. En effet, elle est portée avant tout par Lennie, qui n’est pas un partenaire fiable. C’est lui qui à chaque fois sollicite George pour parler du projet, et il l’envisage avec un regard enfantin, obsédé par « les lapins » notamment. Sa demande s’apparente à celle d’un enfant qui réclame son histoire du soir : « Parle-moi de cet endroit, George », « Allons, dis-moi encore, George ». De plus, le projet est mis à distance par George, qui idéalise cet endroit en en faisant une sorte de jardin d’Eden, où règne l’abondance. Il fait de ce lieu un endroit idéal. À la fin, Lennie hallucine, respire « fortement », « grognant en dedans, menaçant les chats futurs qui oseraient déranger les futurs lapins ». George est lui-même plongé dans son mirage, « fasciné », « médusé par sa propre vision ».
Le projet des deux amis s’apparente donc à une illusion qui fascine. Toutefois, si cette vision est si puissante, c’est peut-être qu’elle est crédible pour les personnages. Néanmoins, au début de l'histoire, George ne croit pas trop au rêve qu'il partage avec Lennie. Il sait que sans argent, il est impossible d'arriver à quelque chose dans la vie. Ce n'est que lorsque Candy, un vieil homme du ranch, lui parle de faire partie de leur rêve en échange d'une somme d'argent, que George croit enfin en son rêve et pense pouvoir le réaliser avec Lennie : s'installer sur leur propre lopin de terre. La notion d'argent, ici, peut inviter, transformer, métamorphoser une personne à croire en son rêve américain, surtout à cette époque où l'argent est rare et donc difficile à avoir. Grâce à celui-ci, George croit profondément en ce rêve.
En effet, il s’appuie sur des observations qui semblent réelles : « Y a cinq hectares », « Y a un petit moulin à vent ». En outre, il semble avoir tout planifié : l’espace, le temps de travail, la production. Par ailleurs, le projet envisagé est modeste : « J’pourrais l’avoir pour pas cher ». George et Lennie peuvent donc s’autoriser à envisager ce rêve en s’associant notamment avec les employés de la ferme, qui, comme eux rêvent de posséder une ferme.

### Un roman behavioriste
Devant l'accueil enthousiaste que suscite son roman et grâce à sa structure similaire à une pièce de théâtre, Steinbeck réalise une adaptation théâtrale qui est représentée la même année. En effet, dans le roman, un lieu est choisi pour chacun des cinq chapitres, telle une pièce en cinq actes et ces lieux font l'objet d'une description à chacun des débuts de ces chapitres, telles des didascalies en début d'acte. Dans les premiers et derniers chapitres, l’action se passe dans une forêt à quelques milles au sud de Soledad. Le reste du roman se passe dans un ranch à Soledad. Écrivain béhavioriste, Steinbeck décrit avec beaucoup de précision et d’objectivité. On imagine distinctement les lieux, mais on ne sent pas de valeur sentimentale ni le plaisir que le narrateur a de voir la scène. La description est un peu « froide » et on sent une atmosphère un peu tendue et on ne voit pas les endroits par les yeux des personnages. Les « images » donnent une dimension réaliste au roman et la froideur de celle-ci appuie sur l’objectivité du roman.

## Adaptations

### Cinéma
- 1939 : Des souris et des hommes de Lewis Milestone
- 1992 : Des souris et des hommes de Gary Sinise

### Téléfilm
- 1971 : Des souris et des hommes de Paul Blouin
- 1981 : Des souris et des hommes de Reza Badiyi